# Attentat du port d'Alger
 (septembre 2021).
Si vous disposez d'ouvrages ou d'articles de référence ou si vous connaissez des sites web de qualité traitant du thème abordé ici, merci de compléter l'article en donnant les références utiles à sa vérifiabilité et en les liant à la section « Notes et références ».
L'attentat du port d'Alger est une attaque de l'Organisation de l'armée secrète à la voiture piégée perpétrée au port d'Alger le 2 mai 1962. Le bilan définitif est de plusieurs dizaines de morts.

## Déroulement
Le 2 mai 1962 à 6 heures, une voiture piégée explose devant le centre de recrutement des travailleurs du port.

## Bilan
Cet attentat fait un grand nombre de victimes, évalué de façon très différente selon les sources. Dans les jours suivants l'attentat, Le Monde donne un bilan provisoire de 8 morts. Cependant, Jean-François Kahn dans un autre article de ce quotidien publié deux ans plus tard, à l'occasion d'un autre attentat, mentionne « plus de 60 morts ». Des sources algériennes de 2018 écrivent « 110 morts », d'autres « 63 », d'autres encore « 200 martyrs et plus de 250 blessés ». Une source algérienne de 2020 indique « 66 travailleurs ».

### Documentation
- « Effervescence à Alger après les attentats de mercredi matin », Le Monde,‎ 2 mai 1962 (lire en ligne).
- « Alger : l'explosion d'une voiture piégée fait de nombreux morts parmi les dockers musulmans », Le Monde,‎ 3 mai 1962 (lire en ligne).